# Федеральная национально-культурная автономия российских цыган
Федеральная национально-культурная автономия российских цыган (ФНКА цыган) — общероссийская общественная организация, созданная 1999 году с целью сохранении цыганской культуры и оказании поддержки цыганам в их интеграции в российское общество. Образование не дает цыганам права на собственную автономную территорию, но закрепляет за ними права малого народа.

## Цели и задачи
К числу основных уставных целей организации относится сохранение языка цыган, их национальной самобытности, развитие образования и культуры цыган, расширение цыганского движения на все регионы России.
В субъектах России были созданы аналогичные региональные автономии цыган, целью которых является рост национального самосознания цыган и активной позиции в отстаивании ими своих прав и интересов.

## История
Инициатором и организатором выступила доктор исторических наук Надежда Деметер.
Провозглашена на учредительном съезде цыган России в 1999 году. Организация создана ноябре 1999 года, 14 марта 2000 года зарегистрирована Минюстом, затем — представлена общественности в Министерстве по делам федерации и национальностей РФ. Управлялась Советом во главе с доктором педагогических наук Георгием Деметером. Затем руководителем стала Надежда Деметер. Совместно с ВЦИОМ и ФАДН России организация принимала участие в комплексном исследовании на тему «Социально-экономические, этнокультурные и правовые проблемы цыган России» (опрос населения в возрасте от 16 лет в 130 населённых пунктах в 46 регионах в 9 федеральных округах России).